# Туш (река)
Туш (фр. Touch) је река у Француској. Дуга је 75 km. Улива се у Гарону. 